# Lago Superior
El lago Superior (del inglés: Lake Superior) es un gran lago de agua dulce, el mayor de los Grandes Lagos de Norteamérica, compartido por Estados Unidos y Canadá. Con una superficie de 82 000 km² —mayor que la de la República Checa— es el mayor lago de agua dulce del mundo, y el tercero por volumen (12 232 km³), superado por el lago Baikal, en Siberia y por el lago Tanganica, en África. Tiene una longitud máxima de 563 km, una anchura máxima de 257 km y su línea de costa es de 4393 km (incluyendo la de las islas). Su profundidad media es de 149 m.

## Historia

### Gichigami
El primer nombre registrado que tuvo este lago provino de la tribu nativa norteamericana de los ojibwe, que lo llamaron Gichigami, que quiere decir «agua grande». Cuando llegaron los padres misioneros decidieron llamarlo Lac Tracy. Luego, a mediados del siglo XVII, los primeros exploradores franceses que navegaron por sus aguas hacían referencia a él como Le-Lac Superieur. Y desde 1760 los ingleses lo nombraron como Lake Superior (Lago Superior) debido a que era un lago superior en superficie a cualquiera de los que se hubieran encontrado antes.

### Primeros habitantes
Los primeros habitantes llegaron la región del Lago Superior hace 10 000 años, durante la retirada de los glaciares en la edad de hielo. Estas personas utilizaban puntas para cazar caribúes. La cultura más antigua registrada es la cultura Plano, que habitaron la zona entre los años 5000-500 a. C.
Se puede encontrar evidencia de esta cultura en las áreas occidentales de la costa canadiense. Se cree que estas culturas fueron las antecesoras de la tribu Ojiwbe. Esta tribu ha habitado el lago por más de 500 años. A mediados del siglo XVIII, los ojibwe ocupaban todas las orillas del lago.

### Formación
Las rocas de la orilla norte del lago Superior se remontan a la primitiva historia de la tierra. Durante el Precámbrico (hace entre 4500 millones y 540 millones de años) el magma en su camino hacia la superficie creó el granito intrusivo del Escudo canadiense. Este granito antiguo se puede ver hoy en North Shore.
La lava fluyó durante 22 millones de años, dando lugar a una capa de basalto de 16 kilómetros de espesor. La tierra se hundió debido al peso del basalto. Este hundimiento formó la cuenca amplia y poco profunda del Lago Superior.
Las montañas fueron erosionadas constantemente, depositándose capas de sedimentos que se compactaron y se convirtieron en piedra caliza, dolomita, taconita y lutita en Kakabeka Falls.
Durante la glaciación de Wisconsin hace 10 000 años, el hielo cubría la región con un espesor de 2 km (1,25 millas). Las orillas que se conocen hoy en día fueron talladas por el avance y el retroceso de la capa de hielo.
Mares pocos profundos provocaron la inundación de la parte sureste de la cuenca, depositando arenisca y agua.
Las aguas de deshielo glacial se reunieron en la cuenca formando el lago Minong, un precursor del lago Superior. Sin el inmenso peso del hielo, la tierra se elevó y se formó un río de drenaje en Sault Ste. Marie, que se conocería como St. Mary's River.

## Geografía

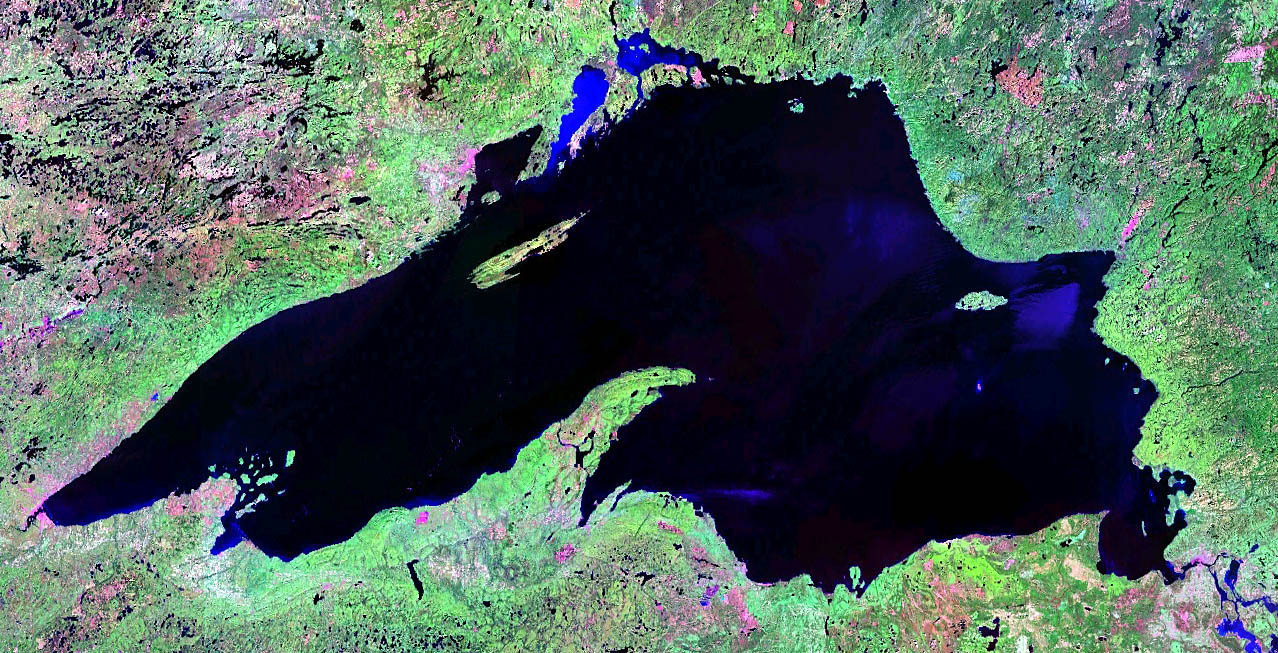
Vista de satélite del lago

El lago es parte del sistema fluvial del río San Lorenzo, el colector de los Grandes Lagos (que estaría formado por la siguiente sucesión de ríos y lagos: río North → río Saint Louis → lago Superior → río St. Marys → lago Hurón → río Sainte-Claire → lago Sainte-Claire → río Detroit → lago Erie → río Niagara → lago Ontario → río San Lorenzo → estuario de San Lorenzo).
El lago es parte de la frontera internacional: al norte, está la provincia de Ontario, en Canadá; y al sur, los estados de Minnesota, Wisconsin y Míchigan, en Estados Unidos. Es una importante ruta para el transporte de metales y soporta un intenso tráfico de embarcaciones, especialmente de lakers, un tipo de embarcación largo y estrecho usado para el transporte de hierro desde la región del lago Superior a las ciudades portuarias del lago Erie.
La isla más grande dentro de lago es la isla Real.
El lago es alimentado por más de 210 ríos, siendo los más importantes los ríos St. Louis (288 km), Michipicoten (81 km), Pigeon (80 km), Nipigon (48 km), tic, White y Kaministiquia (95 km).
El científico estadounidense J. Val Klump fue la primera persona en llegar hasta el profundo fondo del lago Superior el 30 de julio de 1985.

## Hidrografía
El lago es alimentado por más de 200 ríos, siendo los más importantes: Saint Louis, Pigeon, White y Kaministiquia. El Lago Superior drena por el río Saint Marys en el lago Hurón. Es el lago de agua dulce más grande del mundo (en cuanto a superficie) ya que tiene un tamaño aproximado al estado de Carolina del Sur.
Con la cantidad de agua que cuenta el lago (12 000 km³) podría cubrir sin problemas la superficie terrestre de los Estados Unidos, con aproximadamente 30 centímetros de agua.
La temperatura de la superficie del lago varía, según la estación. La temperatura por debajo de los 200 m es casi constante (4 °C). Esta variación hace que el lago sea estacional. Con lago estacional nos referimos a que las aguas del lago pueden mezclarse completamente.
Los niveles de agua están regidos por la junta internacional de control del lago Superior. El lago varía de mes a mes con niveles más elevados de agua en los meses de octubre y noviembre. La marca más alta es de 1,17 metros. Se sabe que en los meses de abril y mayo alcanza su nivel más bajo (0,33 metros).
En 1926, el Lago Superior llegó a su nivel más bajo, con 1,08 metros por debajo del punto de referencia. Además, toda la primera mitad de ese año se dio el récord con el nivel más bajo de agua registrado. Durante este periodo de nueve meses (octubre 1925 hasta junio de 1926), los niveles de agua variaron de 1,58 metros a 0,33 metros; y no fue hasta el verano de 2007 cuando los niveles del lago se asentaron.

## Clima
Con una temperatura media anual de 7 °C, el lago Superior modera el clima, dando lugar a inviernos más templados y veranos más frescos. El efecto es más fuerte cuando el viento sopla fuera del agua, y es más pronunciada en la orilla del lago y en las laderas que dan al lago. Entre finales de primavera y otoño, la costa puede ser envuelta en la niebla. Estas nieblas de estación cálida se producen cuando la humedad en el aire cálido se condensa a medida que fluye en el lago frío. Duluth tiene un promedio de 52 días de niebla al año. Estos días de niebla tienen un poderoso atractivo.
El aumento de las nevadas a lo largo de la costa no es tan pronunciado en Minnesota como en Wisconsin y Míchigan. Algunas partes de la península superior de Míchigan normalmente recibe 350 pulgadas de nieve (8,9 m), mientras que el centro de Duluth recibe un promedio de sólo 55 pulgadas (1,4 m). Dado que el aire se enfría y elimina la humedad, cae más nieve sobre la colina en Duluth, a una milla del lago. A veces, cuando la nieve está cayendo sobre la colina, comienza a llover cerca de la orilla. Gracias a esto, la mayoría de los inviernos, en el lago Superior se convierten en 40-95 por ciento cubierto por el hielo. En ocasiones se congela por completo. Las aguas abiertas a menudo persisten en el centro del lago, debido a que el hielo que se forma allí se ha quemado o roto por los vientos fuertes. La cubierta de hielo ayuda a que el agua del lago pueda retener el calor y evita la evaporación. En los últimos 30 años la capa de hielo y la duración han ido disminuyendo.

## Fauna
En el Lago Superior, tanto en él como en sus alrededores, habitan más de 80 familias de especies de peces. Las más importantes son:
Perca amarilla: este pez tiene la peculiaridad de que puede habitar tanto en aguas dulces como en aguas saladas. Son de color dorado, tienen los ojos de color amarillo verdoso. Crecen entre los 10 y 35 cm. Las hembras de esta especie se desarrollan más rápido que los machos, además de que su tamaño es mayor. Además de estas dos especies existe gran variedad de especies entre ellas destacan las siguientes: alambrado, trucha de arroyo, lota, Cisco, el esturión del lago, pescado blanco del lago, lechón, lucio, pez sol, bajo la roca, todo el pescado blanco, lobina de boca chica, Alaska y matalote blanco.
Trucha: este pez es pariente de la familia de los salmones. La mayoría de las truchas solo se encuentran en agua dulce, como en el lago Superior. Algo interesante sobre este pez que habita en el lago, es que esta no es una especie nativa, ya que se introdujo al lago de manera deliberada para aumentar la demanda de la pesca que tiene el lago.
Además, otras muchas especies de peces han sido introducidas, de forma deliberada o accidentalmente, en el lago Superior: el salmón atlántico, carpa, salmón chinook, salmón coho, el tambor de agua dulce, rosa salmón, el eperlano arco iris, trucha arco iris, gobio redondo, acerina, lamprea de mar y perca blanca.
Retomando un poco el tema de los nitratos, tratados en el tema anterior, el lago Superior tiene menos nutrientes disueltos en relación con su volumen de agua en comparación con los otros Grandes Lagos y así es menos productivo en términos de las poblaciones de peces y es un lago oligotrófico. Ello es el resultado de los suelos poco desarrollados que se encuentran en su cuenca relativamente pequeña. Sin embargo, las concentraciones de nitratos en el lago han estado en constante aumento desde hace más de un siglo, aunque siguen siendo muy inferiores a los niveles considerados peligrosos para la salud humana, pero esto, a largo plazo aumento constantemente un registro poco común de la acumulación de nitrógeno del medio ambiente. Puede estar relacionado con alteraciones en el ciclo del nitrógeno, pero los investigadores aún no están seguros de las causas de este cambio en la ecología del lago. En cuanto a otras poblaciones de peces de los Grandes Lagos también han sido afectados por la introducción intencional o accidental de especies foráneas, como la lamprea de mar y Eurasia acerina. Introducciones accidentales se han producido en parte por la eliminación de las barreras naturales a la navegación entre los Grandes Lagos. La sobre-pesca ha sido también un factor en la declinación de las poblaciones de peces.
La vegetación principal de las riberas del lago son los bosques de roble, bosques de maderas duras y los bosques de pino, además de otras especies de árboles.

## Importancia económica del lago
Muchos lagos tienen importancia comercial como fuente de minerales o pesca, como arterias de transporte o como lugares de actividades recreativas. El Lago Superior es una ruta importante para el transporte de metales, además de soportar una gran cantidad de tráfico de embarcaciones. La mayor demanda de la perca amarilla en Estados Unidos se concentra en la región centro-norte, donde se venden alrededor del 70 % de las ventas del país, a menos de 80  km de los Grandes Lagos. Pero no toda la importancia económica del lago se desarrolla en el área de pesca o minería. Un gran aporte económico del lago se encuentra en el área de turismo.
Actualmente existe un tour, llamado Lake Superior Circle tour, donde se invita a los turistas a realizar un paseo a todo el lago.

## Problemas del lago
Con una profundidad suficiente capaz de contener el agua combinada de los otros Grandes Lagos y con un área tan grande como la del estado de Carolina del Sur, el tamaño del lago Superior le ha dado una imagen de invulnerabilidad. Sin embargo, está perdiendo agua y se está calentando, lo que ha despertado temores entre los habitantes que viven en sus riberas, así como científicos y empresas que tienen al lago como fuente de sus negocios.
Los cambios que experimenta el lago podrían ser señales del cambio climático, aunque los científicos no están seguros de ello. El nivel del lago Superior se encuentra en su punto más bajo de las últimas ocho décadas.
En tanto, la temperatura promedio del agua del lago ha aumentado en 2 °C desde 1979, una cifra significativamente superior a un poco más de un grado Celsius de incremento en la temperatura del aire en la región durante el mismo periodo. Esto no es un asunto normal para un mar de agua dulce que se creó al derretirse un glaciar al terminar la era de hielo y que permanece frío en todas las estaciones del año. Un instrumento meteorológico instalado en el costado occidental del lago recientemente registró una temperatura "sorprendente" de 24 °C, «la superficie más cálida que jamás hayamos observado en este lago», indicó Jay Austin, profesor adjunto de la Universidad de Minnesota que trabaja en el Observatorio de los Grandes Lagos en Duluth.
Los niveles de agua también han descendido en los otros Grandes Lagos desde finales de la década de 1990. Sin embargo, lo repentino y lo grave de los cambios en el Lago Superior despiertan los temores de muchas personas en la región. Las costas son decenas de metros más amplias de lo que solían serlo, lo que les da a los bañistas, playas más anchas, pero también los expone a fondos con mugre y vegetación en estado de putrefacción. En un día reciente, Dan Arsenault, un hombre de 32 años que ha vivido toda su vida en Sault Ste. Marie, en la Península superior de Míchigan, observaba cómo sus dos hijas pequeñas jugaban en el lodo de la costa sudoriental donde hace apenas hace unos años el agua le llegaba a la cintura. Una cuerda de flotación que antes marcaba la zona de natación ahora descansa en terreno húmedo. «Es el nivel más bajo que jamás haya visto» dijo Arsenault. Sin embargo, el Lago Superior aún tiene mucha agua. Su profundidad promedio es 147 m y llega hasta los 405 m en su punto más profundo. En tanto, el Lago Erie, el menos hondo de los Grandes Lagos, tiene una profundidad máxima de 64 m y sólo promedia 19 m.
Sin embargo, en las costas del Lago Superior, las embarcaciones no pueden llegar a muchos muelles donde atracar y han pedido al Cuerpo de Ingenieros del Ejército de los Estados Unidos que draguen las bahías poco profundas. Otro problema lo representa la pesca, pues al calentarse las aguas, la perca y otras especies de peces que habían atraído a pescadores deportivos a las costas, ahora han migrado hacia aguas más frías en el lago abierto. Los bajos niveles de agua le han costado a la industria marina millones de dólares. Los barcos ahora llevan cargas más ligeras de óxido de hierro y de carbón para evitar encallar en las aguas poco profundas.
El agua sale del Lago Superior a través de compuertas, plantas hidroeléctricas y esclusas hacia el río St. Marys, pero su cantidad está estrictamente regulada por un convenio suscrito en 1909 con Canadá. Las precipitaciones fueron de casi 15 centímetros por debajo de lo normal en el Lago Superior el año pasado, y la evaporación ha aumentado porque los inviernos no tan fríos han disminuido la capa de hielo en invierno (Chávez, 2007).